# Tubercule jugulaire
Les tubercules jugulaires sont deux éminences osseuses situées sur la face supérieure des parties latérales de l'os occipital
Ils recouvrent le canal du nerf hypoglosse et sont parfois traversés par un sillon oblique pour les nerfs glossopharyngien, vague et accessoire.